# Калпазанов гроб
Калпазанов гроб е защитена местност в България. Намира се в землището на Велинград.
Защитената местност е с площ 16,2 ha. Обявена е на 12 декември 1968 г. с цел опазване на характерен ландшафт.
В защитената местност се забранява:
- провеждането на сечи, освен на санитарни и ландшафтни с оглед подобряване санитарното състояние и защитно украсното значение на горите около тези обекти.
- пашата на добитъка през всяко време.
- разкриването на кариери, вадене на пясък, къртене на камъни, изхвърляне на сгурия и други промишлени отпадъци, както и всякакви действия, които загрозяват или нарушават природната обстановка около тях.[1]